# Miki Kanie
Miki Kanie (japanisch 蟹江美貴, Kanie Miki; * 4. Dezember 1988 in Gifu) ist eine ehemalige japanische Bogenschützin.

## Karriere
Miki Kanie gab 2008 ihr internationales Debüt bei den Welt-Universitätsmeisterschaften in Tainan. Ein Jahr darauf nahm sie an der Sommer-Universiade in Belgrad teil, bei der sie mit der Mannschaft als Viertplatzierte das Podium knapp verpasste. Im Einzel schied sie vorzeitig aus. Außerdem startete sie bei den Weltmeisterschaften 2009 in Ulsan und erreichte im Einzel das Viertelfinale. Mit der Mannschaft gelang ihr dagegen der Einzug ins Finale. Dort unterlagen sie der südkoreanischen Mannschaft mit 209 zu 224 und gewannen die Silbermedaille. Ende des Jahres 2009 kam es bei den Asienmeisterschaften in der indonesischen Stadt Denpasar zur Neuauflage dieses Finals, bei dem sich die Japanerinnen um Miki Kanie dieses Mal mit 221 zu 218 durchsetzen konnten.
Die nächsten größeren Erfolge gelangen Kanie erst wieder bei den Hallenweltmeisterschaften 2012 in Las Vegas im Februar schied sie zwar im Einzel bereits in der ersten Runde aus, erreichte mit der Mannschaft jedoch nach Siegen über die Ukraine und Russland abermals das Finale. Mit 220 zu 225 verloren sie dieses gegen die US-amerikanische Mannschaft und Kanie erhielt damit erneut die Silbermedaille. Kanie qualifizierte sich für das japanische Aufgebot bei den Olympischen Spielen 2012 in London. Bei den olympischen Wettbewerben erzielte sie zunächst im Einzel in der Platzierungsrunde 665 Punkte, das sechstbeste Ergebnis. In der Ausscheidungsrunde besiegte sie zum Auftakt die Ukrainerin Tetjana Dorochowa mit 7:1 sowie im Anschluss die Chinesin Xu Jing mit 6:0. Im Achtelfinale unterlag sie schließlich mit 3:7 der Mexikanerin Aída Román, der späteren Silbermedaillengewinnerin. Mit der Mannschaft gelang ihr nach Siegen über Ukraine (207:192) und Mexiko (219:209) dagegen der Halbfinaleinzug, wo sie gemeinsam mit Ren Hayakawa und Kaori Kawanaka gegen Südkorea mit 206 zu 221 unterlag. Im Duell um die Bronzemedaille setzten sie sich anschließend gegen Russland mit 209 zu 207 durch und schlossen den Wettkampf so auf dem dritten Rang ab. Ihre letzte internationale Konkurrenz bestritt Kanie kurz darauf beim World-Cup-Finale in Tokio.